# Edwin Jones (warenhuis)
Edwin Jones was een groot warenhuis in Southampton, Engeland, opgericht in 1860. Naast de vlaggenschipwinkel in East Street, Southampton had het filialen in Old Christchurch Road, Bournemouth, en Clinton Arcade, Weymouth. Het bedrijf werd in 1928 onderdeel van de Debenhams Group en werd in 1973 omgedoopt tot Debenhams.

## Geschiedenis
Edwin Jones en zijn zus openden in 1860 samen met een 12-jarige leerling een kleine winkel met één etalage. Kort daarna breidde de winkel uit door een groter pand in dezelfde straat te betrekken. Deze winkel werd later uitgebreid door de naburige Blue Boar pub te kopen. 
In 1880 kocht hij gebouwen met uitzicht op het park in East Street, nadat de aankoop van de Wesleyan Chapel was mislukt. Hij sloopte de gebouwen en zette een nieuw pand neer, dat het Queen's Building werd genoemd. Voorafgaand aan deze uitbreiding was Edwin Jones in 1873 en 1875 burgemeester van Southampton geworden. Als raadslid ging hij in 1890 met pensioen. Op dat moment werd hij benoemd tot plaatsvervangend luitenant van Hampshire, een functie die hij zes jaar lang bekleedde tot aan zijn dood in 1896. 
Het bedrijf breidde zich na de dood van Edward Jones verder uit met het nieuwe Manchester House-gebouw, maar in 1928 werd het bedrijf gekocht door Debenhams. Het warenhuis bleef onder de oorspronkelijke naam opereren.
Tijdens de Tweede Wereldoorlog werd de winkel verwoest tijdens de Blitz. De nieuwe winkel werd pas in 1959 voltooid naar een ontwerp van de architecten Healing & Overbury. De winkel bleef opereren onder de naam Edwin Jones tot 1973, toen Debenhams de winkel omdoopte tot Debenhams in het kader van efficiëncy. 
In 2020 werden alle Debenhams-winkels gesloten tijdens de COVID-19-pandemie en ging de keten failliet, hoewel ze online bleef handelen. Gedurende deze periode werd aangekondigd dat de winkel in Southampton permanent gesloten zou blijven.